# Сејлем
Сејлем (енгл. Salem) је главни град америчке савезне државе Орегон и седиште округа Марион. Град је смештен у средишту долине Виламет дуж истоимене реке која тече северно од града. По попису из 2000. град је имао 136.924 становника, док по званичној процени од 1. јула 2008. тај број износи 154.510.

## Историја
Први белци су се населили у периоду од 1840. до 1841. у мисији коју је основао Џејсон Ли. Године 1842. мисионари су основали институт Орегон који је прерастао у данашњи универзитет Виламет. Мисија је укинута две године касније и на њеном месту је основано насеље Сејлем, а при томе је нејасно ко је изабрао име: да ли је то био Дејвид Лесли из Салема или урбаниста В. Х. Вилсон.
У Сејлем је 1851. године из Орегон Ситија пренесено седиште територије Орегон, а 1857. године је добио статус града.
Године 1876. била је саграђена нова управна зграда („Capitol“) на месту где је изгорела претходна зграда. Ова је 1935. такође поново из истог разлога замењена данашњом.
Сејлем је остао главни град и када је Орегон 1859. постао савезна држава САД.

## Географија
Сејлем се налази на надморској висини од 467 m.

## Демографија
Према попису из 2006. Сејлем је имао укупно 150.254 становника и преко 50.676 домаћинстава. Густина насељености је 1156,1 становника по квадратном километру. 83,57 одсто становништва су били белци, 1,28 одсто су били Афроамериканци, 1,51% потомци домородачког становништва, 2,41 одсто Азијати, остатак се односи на друге етничке групе.
По попису из 2010. године број становника је 154.637, што је 17.713 (12,9%) становника више него 2000. године.
|                   | 2010.            | 2000.            |
| Укупно            | 154 637 (100,0%) | 136 924 (100,0%) |
| Белци             | 109 352 (70,72%) | 106 331 (77,66%) |
| Хиспаноамериканци | 31 359 (20,28%)  | 19 973 (14,59%)  |
| Остали            | 7 428 (4,804%)   | 5 566 (4,065%)   |
| Азијати           | 4 215 (2,726%)   | 3 304 (2,413%)   |
| Афроамериканци    | 2 283 (1,476%)   | 1 750 (1,278%)   |

## Градови побратими
Сејлем има четири града побратима:
- Симферопољ, Украјина
- Кавагое, Јапан
- Гимхаје, Јужна Кореја
- Салем, Индија

## Галерија
- Риверфронт парк у центру града
- Црква у центру града
- Суд кантона Марион, смештен у центру
- Део јужног Сејлема прекривен снегом